# 巫山戰鬥
巫山戰鬥發生於1923年2月16日，地點則是在中國川東。是北洋政府時期內戰之一，属于川軍內讧。戰鬥结果，得到吳佩孚襄助的川二軍楊森攻佔巫山。